# Marisol (série télévisée, 1980)
Cet article concerne la série télévisée québécoise. Pour la série télévisée brésilienne, voir Marisol.
Pour les articles homonymes, voir Marisol.
Marisol est un feuilleton télévisé québécois en 115 épisodes de 26 minutes scénarisé par Micheline Bélanger et Gérald Tassé, diffusé entre le 3 septembre 1980 et le 23 mai 1983 sur le réseau TVA.
En France, elle a été diffusée à partir du 27 juin 1987 sur La Cinq.

## Synopsis
« Marisol » raconte la vie d'une jeune femme qui doit affronter la vie après la mort de son mari.

## Fiche technique
- Scénario : Micheline Bélanger et Gérald Tassé
- Réalisation : Gaétan Bénic, Claude Colbert, Paul Lepage, Jean-Louis Sueur
- Société de production : Télé-Métropole

## Distribution
- Christine Lamer : Marisol O'Brien
- Luis De Cespedes : Juan Maria de Gonzales
- Jean Coutu : Marc-Antoine Bouchard, oncle de Marisol
- Robert Maltais : Rémi Bouchard, frère de Marisol
- Bertrand Gagnon : Charles Bouchard, père de Marisol
- Suzanne Langlois : Berthe Bouchard, mère de Marisol
- Réjean Lefrançois : Bellegueule
- Benoît Dagenais : Berthier Delage
- Nathalie Naubert : Meyranie de Courvalin
- Yvette Brind'Amour : Comtesse de Gonzales, mère de Juan
- Lorraine Desmarais : Claude Tremblay
- Anne Bédard : Francisca de Gonzales, sœur de Juan
- Élizabeth Lesieur : Évelyne Marois
- Claire Pimparé : Danielle
- Martin Taillandier : Thierry O'Brien
- Robert Lavoie : Pierre Roy
- Gilbert Comtois : Eddy Désilets et « Le shylock »
- Johanne Harrelle : N'Guessan Kouakou
- Catherine Jalbert : Francine Bouchard
- Francine Lareau : Louise Meunier
- Septimiu Sever : M. O'Brien
- Jacques Thisdale : Éric Rouleau
- François Trottier : Hugues Francoeur
- Louise Deschâtelets : Annette Fortin
- Charles Vinson : Bill O'Brien
- André Lemieux : Inspecteur Adolphe Léger
- Serge Lasalle : Me Duranceau
- Louise Hébert : Téléphoniste
- Michèle Magny : Secrétaire
- Thérèse Morange : Mme Laberge
- André St-Denis : Rosaire Fortier
- Yves Massicotte : Romuald Dumont « Monsieur B. »
- Michel Noël : M. Rouleau
- Janine Mignolet : Simone
- Gilles Delcourt : Policier
- Robert Desroches : Officier de police
- André Myron : Homme de la RCMP
- Jean-René Ouellet : Marc Hamel
- Mario Verdon : Homme de la RCMP
- Pierre Brisset des Nos : John Corriveau
- Michel Daigle : Louis Boivin
- Jacques Morin : M. Trudeau
- Rolland Bédard : Vicaire
- Marc Hébert : Curé
- Jean-Paul Dugas : Abbé Mendel